# Robert Maschio
Robert Maschio (New York, 25 agosto 1966) è un attore statunitense naturalizzato italiano, conosciuto specialmente per il ruolo di Todd "Il Todd" Quinlan nella serie televisiva Scrubs - Medici ai primi ferri.

## Filmografia

### Cinema
- Date or Disaster, regia di Richard Elfman (2003)
- Desertion, regia di Francine Michelle (2008)
- Kleshnov, regia di Justin Bozonelis e Steve Zissis - cortometraggio (2010)
- The Putt Putt Syndrome, regia di Allen Cognata (2010)

### Televisione
- Spin City - serie TV, episodi 1x11, 5x11 (1996-2001)
- Battery Park - serie TV, episodio 1x02 (2000)
- Scrubs - Medici ai primi ferri (Scrubs) - serie TV, 127 episodi (2001-2010)
- Cuts - serie TV, episodio 2x09 (2005)
- Veronica Mars - serie TV, episodio 2x10 (2005)
- Così gira il mondo (As the World Turns) - serial TV, 16 puntate (2006)
- Scrubs: Interns - serie TV, episodi 1x06, 1x07, 1x09 (2009)
- Cougar Town - serie TV, episodio 3x05 (2012)
- Men at Work - serie TV, episodio 2x07 (2013)

## Doppiatori italiani
- Francesco Pezzulli in Scrubs - Medici ai primi ferri e Cougar Town